# Força Aérea Brasileira
La Força Aérea Brasileira, spesso abbreviata in FAB, e conosciuta internazionalmente con la denominazione in lingua inglese Brazilian Air Force, è l'attuale aeronautica militare del Brasile e parte integrante delle forze armate brasiliane. La FAB fu creata quando i reparti aerei dell'esercito e della marina furono uniti in un'unica forza militare chiamata inizialmente Forze Aeree Nazionali. Entrambi i reparti trasferirono i propri equipaggiamenti e il personale nella nuova unità.
La FAB è la più grande forza aerea sudamericana, con circa 700 velivoli, e, dati dell'8 giugno 2005, 66 020 soldati in servizio attivo. Ad essi vanno aggiunti 7 500 civili impiegati in mansioni di manodopera.

## Storia

### La creazione
La creazione della RAF nel 1918 e della Regia Aeronautica (l'aeronautica militare del Regno d'Italia) assieme all'Armée de l'air (l'aeronautica militare francese) durante gli anni venti iniziarono a spingere il Brasile verso l'unione delle proprie forze aeree in un'organizzazione simile.
Oltre che da questi eventi gli strateghi brasiliani furono influenzati dai concetti teorici espressi sull'utilizzo degli aerei come arma d'attacco per bombardamenti strategici di Giulio Douhet, Billy Mitchell e Hugh Montague Trenchard.
Il primo a sostenere palesemente l'idea di creare una forza aerea integrata fu, nel 1928, un Maggiore dell'esercito chiamato Lysias Rodrigues che scrisse un articolo intitolato: "Un urgente bisogno: il Ministero dell'Aria" (Uma premente necessidade: o Ministério do Ar). Due anni dopo la missione militare francese, che lavorava per l'esercito, mosse il primo vero passo verso la creazione di una forza aerea nazionale. Il sostegno all'idea aumentò nel 1934 quando alcuni aviatori brasiliani tornarono dall'Italia e spiegarono i vantaggi dell'avere una forza aerea unificata. Anche la Guerra civile spagnola e i primi accenni della Seconda guerra mondiale alla fine degli anni trenta mostrarono la necessità di possedere una forza aerea indipendente e pronta a entrare in azione.
Uno dei principali sostenitori del piano per creare un'armata aerea indipendente fu il presidente Getúlio Vargas. Egli organizzò un gruppo di studio all'inizio del 1940 e stabilì l'intera struttura del Ministero dell'Aeronautica (Ministério da Aeronáutica) alla fine dello stesso anno. Questa nuova agenzia governativa fu responsabile di tutti gli aspetti dell'aviazione civile e militare, comprese infrastrutture, regole e organizzazione.
Formalmente il Ministero dell'Aeronautica venne fondato il 20 gennaio 1941 e il suo braccio militare, chiamato inizialmente "Forze Aeree Nazionali" e cambiato poi in "Forza Aerea Brasiliana" (Força Aérea Brasileira - FAB), il 22 maggio dello stesso anno. Il braccio aereo dell'esercito (Aviação Militar) e quello della marina (Aviação Naval) furono soppressi e tutto il personale, i velivoli, le basi e gli equipaggiamenti vennero trasferiti alla FAB.

### La FAB in guerra
Il 18 dicembre 1943 fu istituito il 1º Gruppo da Caccia e a comandarlo fu chiamato il magg. Nero Moura. L’addestramento del primo gruppo di piloti iniziò il 3 gennaio 1944 negli Stati Uniti. Nel marzo, dopo una pratica individuale di 60 ore sui caccia “Curtiss P-40”, i primi piloti addestrati raggiunsero i 350 uomini mobilitati per la creazione del Gruppo nella base aerea di Agua Dulce, a Panama. Nel campo del paese centroamericano tutti i piloti iniziarono un duro addestramento, che fu poi completato nella base dell’USAAF a Suffolk, presso New York. Alla fine i brasiliani furono dotati dei citati caccia-bombardieri “Republic P-47 Thunderbolt” di fabbricazione statunitense.
Terminato l’addestramento il gruppo con aerei e materiali fu imbarcato il 19 settembre 1944 sul trasporto francese Colombie nel porto di New York. Il 9 ottobre la nave giunse a Livorno e il 1º Gruppo da Caccia brasiliano fu destinato al campo di aviazione di Tarquinia. In quei giorni la FAB fu inquadrata nel 350º reggimento aereo da combattimento (Fighter Regiment), della 62ª aerobrigata da caccia Usa. A sua volta la 62ª brigata faceva parte del XXII Comando Aereo Tattico di supporto alle azioni terrestri della 5ª armata. Il 4 dicembre, in relazioni agli sviluppi del conflitto, l’intero 350º reggimento fu spostato nella base di Pisa, a ridosso del fronte.
Equipaggiata con aerei statunitensi, soprattutto P-47 Thunderbolt, venne utilizzata sul fronte italiano, guadagnandosi il rispetto per l'alto numero di sortite effettuate e per il duro lavoro dei piloti e del personale di supporto. Il loro lavoro fu riconosciuto con la Presidential Unit Citation, medaglia data dagli Stati Uniti d'America alle unità che si erano distinte in guerra, conferitagli il 26 aprile 1986 (fu uno deiquattro reparti non statunitensi a ricevere questa decorazione). La FAB si rivelò utilissima nello scenario della Linea Gotica; spesso svolse azioni congiunte con la Força Expedicionária Brasileira.  La Fab in Italia era composta da 48 piloti, 6 ufficiali del quartier generale, 8 morirono in combattimento per incidenti o per abbattimenti da parte della controaerea flak tedesca.

### Dopo la seconda guerra mondiale

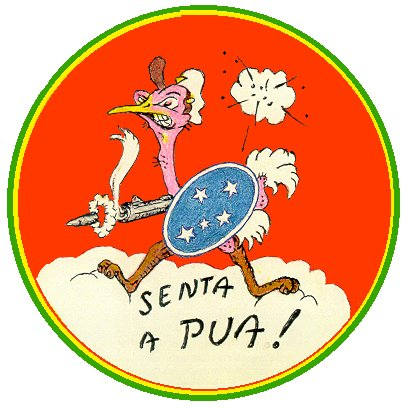
Il simbolo del 1º GAVCA della Força Expedicionária Brasileira durante la Seconda guerra mondiale.

Dopo la guerra la FAB venne equipaggiata con i jet inglesi Gloster Meteor. Questi aerei furono acquistati ai britannici per 15 000 tonnellate di cotone grezzo, dato che il Brasile non possedeva abbastanza risorse auree per l'acquisto. I jet rimasero operativi nella FAB fino agli anni settanta, quando furono rimpiazzati dai più moderni F-80C e dai TF-33A, a loro volta sostituiti dai jet F5 e dai Mirage III.

### La guerra fredda
Durante la guerra fredda il Brasile fu alleato con gli Stati Uniti d'America e la NATO. Fu questo che permise l'acquisto dei costosi F5 proprio dal governo statunitense.
Durante questo periodo la FAB diresse e sponsorizzò l'Embraer (Empresa Brasileira de Aeronáutica) che è ancora oggi uno dei leader dell'industria aeronautica. Lavorando con l'Aeritalia e con l'Aeronautica Militare Italiana progettò e costruì i primi caccia-bombardieri AMX che costituiscono ancora oggi la spina dorsale della forza d'attacco della FAB. Il successivo aereo d'addestramento Tucano T-27 e l'aeromobile d'attacco leggero A-29 furono altri aerei dell'Embraer utilizzati dall'aeronautica brasiliana.

### Il presente
All'inizio del 2000, grazie alla ritrovata stabilità economica, la FAB avviò un processo di rinnovo della flotta attraverso diversi programmi di acquisto. Il più ambizioso è l'acquisto di 36 nuovi aerei intercettori per rimpiazzare i vecchi Dassault Mirage III. Conosciuto come Progetto F-X il programma, nel 2005, è stato ulteriormente posticipato. I principali contendenti erano il General Dynamics F-16, il Dassault Rafale, il SAAB 39 Gripen e il Sukhoi Su-35.
Il 15 luglio 2005 è stato tuttavia siglato un accordo col governo francese per trasferire 12 Mirage 2000s (dieci versioni C e due versioni B) usati finora dall'Armée de l'air. I primi due velivoli, chiamati in Brasile F-2000s, sono arrivati alla base di Anápolis il 4 settembre 2006.
Il 4 novembre 2007 il Progetto FX ha subito un piccolo cambiamento. Ora noto come Project FX-2 e con un budget maggiore, i concorrenti per l'acquisizione sono stati l'Eurofighter Typhoon, il Sukhoi Su-35, il Saab Gripen, il Dassault Rafale ed il McDonnell Douglas F/A-18 Super Hornet, sebbene le informazioni dicano che sia stato richiesto anche il Lockheed Martin F-35 Lightning II, la Lockheed Martin ha presentato una variante del General Dynamics F-16 Fighting Falcon (designato F-16BR). Nel mese di ottobre 2008, la FAB ha pubblicato un elenco di tre velivoli: il SAAB Gripen NG, il Dassault Rafale e il F/A-18E/F Super Hornet. Nel febbraio 2009, le tre società hanno fornito le loro offerte finali. Nel settembre 2009, a seguito di una visita a sorpresa del Presidente francese in Brasile, il Presidente brasiliano Luiz Inácio Lula da Silva e Nicolas Sarkozy fecero un nuovo accordo di cooperazione militare. Lula, in un'intervista a TV5 Monde, ha detto che il francese Rafale è un passo avanti, dal momento che il trasferimento di tecnologia sarebbe efficace. Il 7 settembre 2009, il Dia da Independência, è stato annunciato che il Brasile avrebbe negoziato 36 Dassault Rafale. Ma il ministro della Difesa non ha confermato se questa è la decisione finale.
Sono stati comunque completati anche altri programmi e, nel maggio 2007, tutti questi erano stati portati a termine:
- Programma ALX (velivoli d'attacco leggeri): consegnati 99 Embraer EMB 314 Super Tucano.
- Programma F-5BR: potenziati gli F-5 con nuovi radar, armi e sistemi di puntamento.
- Programma CL-X (velivoli di trasporto medio): rimpiazzati i DHC-5 Buffallo con 12 CASA C-295.
- Programma P-X (pattugliamento marittimo): sostituiti gli EMB-111A con dei P-3 Orion modernizzati.
- Acquisto dell'aereo presidenziale noto come FAB 001, un Airbus A319ACJ consegnato nel 2005.
- Acquisto di 18 Eurocopter EC-725BR 'Super Cougar' per trasporto VIP e militare.
- Programma A-1M ammoderamento degli AMX International AMX, si completerà nel 2014.
- Programma AT-27M ammoderamento di 60 AT-27.
- Programma C-95M ammoderamento di 80 C-95.

Programmi in corso:
- Programma CT-X per rimpiazzare il C-95 Bandeirante, probabilmente con il CASA C-212-400 Aviocar.
- Programma FX-2 per acquisto di nuovi caccia, probabilmente il Dassault Rafale.
- Il prossimo aereo da trasporto tattico sarà l'Embraer KC-390, ancora in fase di sviluppo.

Ordini nel 2008:
- 12 elicotteri Mi-35M.
- 18 elicotteri Eurocopter EC-725BR 'Super Cougar'.

## Struttura di comando
La Forza Aerea Brasiliana è il braccio aerospaziale delle Forze armate brasiliane ed è amministrata dal "Comando dell'Aeronautica" (Comando da Aeronáutica - COMAer). Il COMAer fu creato nel 1999 e rimpiazzò il Ministero dell'Aeronautica. Adesso il COMAer è una delle tre forze armate in seno al Ministero della Difesa (Ministério da Defesa).
Il COMAer è guidato da un "Comandante dell'Aeronautica" (Comandante da Aeronáutica). Il Comandante è un "Tenente-Brigadeiro-do-Ar" (attualmente il più alto grado di ufficiale nell'aeronautica, che equivale a un generale a quattro stelle dell'USAF). Egli è nominato dal Presidente e riferisce direttamente al Ministro della Difesa.
Il COMAer comprende attualmente sette componenti principali, quattro "Comandi Generali" (Comandos-Gerais) e tre "Dipartimenti" (Departamentos):
- Comando Generale delle Operazioni Aeree (Comando-Geral de Operações Aéreas - COMGAR) con quartier generale a Brasilia, ha il compito di supervisionare la maggior parte delle operazioni di volo (amministra anche dei reparti minori, ossia quattro "Forze Aeree", le Forças Aéreas, e sette Dipartimenti Aerei Regionali, i Comandos Aéreos Regionais o COMAR);
- Comando Generale di Supporto (Comando-Geral de Apoio - COMGAP);
- Comando Generale del Personale (Comando-Geral de Pessoal - COMGEP);
- Comando Generale della Tecnologia Aerospaziale (Comando-Geral de Tecnologia Aeroespacial - DEPED);
- Dipartimento dell'Insegnamento Aeronautico (Departamento de Ensino da Aeronáutica - DEPENS);
- Dipartimento dell'Aviazione Civile (Departamento de Aviação Civil - DAC);
- Dipartimento del Controllo Aereo (Departamento de Controle do Espaço Aéreo - DECEA).

## Organizzazione delle unità aeree
Un "Gruppo" (Grupos) consiste solitamente di sedici "Squadroni" (Esquadrões) numerati consecutivamente che comprendono un numero di velivoli che può variare da sei a dodici. La formazioni più piccole sono conosciute come "Squadriglie" (Esquadrilhas). Ogni gruppo possiede una di queste denominazioni in base al suo utilizzo:
- Gruppo di Difesa Aerea (Grupo de Defesa Aérea - GDA) che comprende i gruppi di caccia per la difesa aerea;
- Gruppo di Trasporto (Grupo de Transporte - GT) che comprende i gruppi di velivoli per il trasporto e il rifornimento in volo;
- Gruppo d'Aviazione (Grupo de Aviação - GAv) che comprende i gruppi di caccia per la ricognizione, il riconoscimento e l'attacco;
- Gruppo d'Aviazione e di Caccia (Grupo de Aviação de Caça - GAvCa) che comprende i gruppi di caccia per l'attacco di altri velivoli;
- Gruppo di Trasporto Truppe (Grupo de Transporte de Tropas - GTT) che comprende i gruppi di velivoli per il trasporto delle truppe e per il lancio dei paracadutisti;
- Gruppo Speciale di Ispezione in Volo (Grupo Especial de Inspeção em Vôo - GEIV) che comprende i gruppi di velivoli per il puntamento;
- Gruppo Speciale dei Test di Volo (Grupo Especial de Ensaios de Vôo - GEEV) che comprende i gruppi di velivoli utilizzati nei vari test;
- Gruppo Speciale di Trasporto (Grupo de Transporte Especial - GTE) che comprende i gruppi di velivoli per il trasporto dei VIP.

Sono invece comunemente usate per gli squadroni queste denominazioni:
- Squadrone di Trasporto Aereo (Esquadrão de Transporte Aéreo - ETA);
- Squadrone di Addestramento Aereo (Esquadrão de Instrução Aérea - EIA);
- Squadrone di Dimostrazione Aerea (Esquadrão de Demonstração Aérea - EDA o Esquadrilha da Fumaça nel gergo popolare).

Le unità aeree sono organizzate in questo modo:
| Reparto del COMGAR | Gruppo Aereo | Base              |
| ------------------ | ------------ | ----------------- |
| I FAe              | 1º/5º GAv    | Fortaleza         |
|                    | 2º/5º GAv    | Natal             |
|                    | 1º/11º GAv   | Santos            |
| II FAe             | 1º/7º GAv    | Salvador          |
|                    | 2º/7º GAv    | Florianópolis     |
|                    | 3º/7º GAv    | Belém             |
|                    | 4º/7º GAv    | Santa Cruz        |
|                    | 1º/8º GAv    | Belém             |
|                    | 2º/8º GAv    | Recife            |
|                    | 3º/8º GAv    | Campo dos Afonsos |
|                    | 5º/8º GAv    | Santa Maria       |
|                    | 7º/8º GAv    | Manaus            |
|                    | 2º/10º GAv   | Campo Grande      |
| III FAe            | 1º GAvCa     | Santa Cruz        |
|                    | 1º GDA       | Anápolis          |
|                    | 1º/3º GAv    | Boa Vista         |
|                    | 2º/3º GAv    | Porto Velho       |
|                    | 3º/3º GAv    | Campo Grande      |
|                    | 1º/4º GAv    | Natal             |
|                    | 1º/6º GAv    | Recife            |
|                    | 2º/6º GAv    | Anápolis          |
|                    | 1º/10º GAv   | Santa Maria       |
|                    | 3º/10º GAv   | Santa Maria       |
|                    | 1º/14º GAv   | Canoas            |
|                    | 1º/16º GAv   | Santa Cruz        |
| V FAe              | 1º GTT       | Campo dos Afonsos |
|                    | 1º/1º GT     | Galeão            |
|                    | 1º/2º GAv    | Galeão            |
|                    | 2º/2º GAv    | Galeão            |
|                    | 1º/9º GAv    | Manaus            |
|                    | 1º/15º GAv   | Campo Grande      |
| I COMAR            | 1º ETA       | Belém             |
| II COMAR           | 2º ETA       | Recife            |
| III COMAR          | 3º ETA       | Galeão            |
| IV COMAR           | 4º ETA       | São Paulo         |
| V COMAR            | 5º ETA       | Canoas            |
| VI COMAR           | 6º ETA       | Brasília          |
| VII COMAR          | 7º ETA       | Manaus            |

Altre importanti unità aeree sono:
| Dipartimenti                                         | Gruppo Aereo        | Base                    |
| ---------------------------------------------------- | ------------------- | ----------------------- |
| DECEA                                                | GEIV                | Aeroporto Santos Dumont |
| DEPED                                                | GEEV                | São José dos Campos     |
| DEPENS                                               | 1º EIA              | Pirassununga            |
| DEPENS                                               | 2º EIA              | Pirassununga            |
| DEPENS                                               | Clube de Vôo a Vela | Pirassununga            |
| DEPENS                                               | Suport              | Pirassununga            |
| Riferisce direttamente al gabinetto dell'Aeronautica | GTE                 | Brasilia                |
| Riferisce direttamente al gabinetto dell'Aeronautica | EDA                 | Pirassununga            |

## Operazioni
Una delle più recenti operazioni della FAB è stata il bombardamento dei siti illegali d'atterraggio nell'Amazzonia, usati dai trafficanti di droga per trasportare questa dentro e fuori dal Brasile. L'operazione è stata anche supportata dall'esercito e dalla polizia brasiliana con la cattura finale di molti trafficanti di droga. Il cacciabombardiere AMX è stato il velivolo principale di questa operazione.
La FAB è momentaneamente al lavoro con l'ONU nella Missione ONU di Stabilizzazione ad Haiti (MINUSTAH) come supporto alle forze ONU mandate da Brasile, Uruguay e Argentina e correntemente impegnate lì.
La FAB è anche responsabile per la vigilanza e la difesa aerospaziale dell'Amazzonia grazie al "Sistema di Vigilanza dell'Amazzonia" (Sistema de Vigilância da Amazônia - SIVAM).

## Aeromobili in uso
Sezione aggiornata annualmente in base al World Air Force di Flightglobal del corrente anno. Tale dossier non contempla UAV, aerei da trasporto VIP ed eventuali incidenti accorsi durante l'anno della sua pubblicazione. Modifiche giornaliere o mensili che potrebbero portare a discordanze nel tipo di modelli in servizio e nel loro numero rispetto a WAF, vengono apportate in base a siti specializzati, periodici mensili e bimestrali. Tali modifiche vengono apportate onde rendere quanto più aggiornata la tabella.
| Aeromobile                        | Origine         | Tipo                                               | Versione (denominazione locale)                  | In servizio (2024) | Note | Immagine |
| Aerei da combattimento            |                 |                                                    |                                                  |                    | |          |
| Saab JAS 39 Gripen                | Svezia          | Caccia multiruoloconversione operativa             | F-39EF-39F                                       | 80                 | 28 JAS 39E e 8 JAS 39F ordinati a dicembre 2013. L'intenzione della forza aerea è quella di arrivare, in futuro, ad avere in linea 108 Gripen. Il primo Gripen E è stato consegnato al Brasile durante una cerimonia svoltasi presso lo stabilimento Saab di Linköping, in Svezia. Il velivolo ha compiuto una campagna di test di circa un anno in Svezia, cui è seguito il trasferimento in Brasile a settembre 2020, altri test e poi la consegna alla FAB agli inizi di ottobre 2020. Il primo esemplare di JAS 39E è stato presentato il 26 ottobre 2020. Ulteriori 4 F-39E sono stati consegnati in Svezia il 24 novembre 2021. Il 23 aprile 22 è stata annunciata l'estensione del contratto a 40 aerei. |          |
| Northrop F-5 Tiger II             | Stati Uniti     | Cacciabombardiereconversione operativa             | F-5EMF-5FM                                       | 354                | 36 F-5E Tiger e 6 F-5B Freedom Fighter consegnati nel 1975-1976. Altri 25 F-5E ex USAF furono acquistati per rimpolpare la prima linea, mentre 4 biposto sostituirono i superstiti F-5B che furono ritirati. Un programma di aggiornamento avviato nel 2000 da Embraer, in collaborazione con la società israeliana Elbit, ha portato 46 caccia allo standard F-5EM/FM, con nuova avionica ed armamenti. Ulteriori 11 aerei (8 F-5E e 3 F-5F) sono stati acquistati di seconda mano dalla Royal Jordanian Air Force nel 2009, e dovevano essere portati allo stesso standard dei primi entro il 2013. Il programma, però, è stato cancellato e solo i 3 biposto F-5F ex giordani sono stati aggiornati. Uno degli F-5FM in servizio è precipitato a Santa Cruz, Rio, il 5 luglio 2016, istruttore ed allievi si sono ejettati. Un biposto F-5FM è andato perso in un incidente il 24 maggio 2018, portando a 48 il numero degli esemplari in servizio. Un F-5EM è stato perso in un incidente il 23 ottobre 2024. |          |
| AMX International A-1 AMX         | Italia Brasile  | aereo da attacco al suoloconversione operativa     | A-1MA-1BM                                        | 82                 | 56 aerei (45 A-1A + 11 A-1B) consegnati a partire dal 1989. Dal 2013, 43 esemplari sono stati modernizzati dalla Embraer con l'integrazione del radar SCP-01 Scipio, completo rinnovo del cockpit, adozione dei pod Litening III e RECCELITE israeliani, delle bombe guidate Lizard Mk-2, di nuovi sistemi di autoprotezione, garantendo l'operatività fino al 2032. Uno dei 43 esemplari interessati dalla modernizzazione, un biposto A-1B è andato perso ad aprile 2019 (è il secondo biposto, uno degli 11 esemplari consegnati andò perso nel 2012). Ad aprile 2019 è stato comunicato che il programma di aggiornamento sarà applicato a soli 14 esemplari (11 monoposto e 3 biposto) invece dei 43 inizialmente previsti. |          |
| Embraer A-29 Super Tucano         | Brasile         | COIN                                               | A-29A                                            | 30                 | 33 consegnati. |          |
| Aerei per impieghi speciali       |                 |                                                    |                                                  |                    | |          |
| Embraer R-99                      | Brasile         | AEWSIGINT                                          | E-99M SkywatcherR-99B Multi Intel                | 53                 | I 5 R-99A sono sottoposti ad un programma di aggiornamento alla versione E-99M tra il novembre 2020 ed il novembre 2023, con l'installazione del nuovo radar Ericsson 890 Erieye e la nuova capacità di svolgere missioni ISR. |          |
| Embraer R-95                      | Brasile         | guerra elettronica                                 | R-95                                             | 3                  | 6 consegnati. |          |
| Learjet 35                        | Stati Uniti     | aereo da ricognizione                              | RC-35AM                                          | 6                  | 12 consegnati. |          |
| Raytheon Hawker 800XP             | Regno Unito     | Puntamento                                         | EU-93A                                           | 4                  | 4 consegnati. |          |
| Aerei da pattugliamento marittimo |                 |                                                    |                                                  |                    | |          |
| Embraer P-95 Patrulha             | Brasile         | aereo da pattugliamento marittimo                  | P-95BM                                           | 8                  | 22 P-95A/B consegnati. 10 aerei modernizzati, ridesignati P-95BM con l'adozione del radar AESA Leonardo Sea Spry 5000E a partire dal 2015. |          |
| Lockheed P-3 Orion                | Stati Uniti     | aereo antisommergibile                             | P-3M (P-3BR)                                     | 4                  | 9 consegnati, uno dei quali è adoperato per compiti addestrativi. |          |
| CASA SC-295 Amazonas              | Spagna          | SAR                                                | SC-105ASC-105B                                   | 23                 | 2 SC-105A consegnati tra il 2006 ed il 2009, 3 SC-105B ordinati e tutti consegnati entro il 2020. Tutti e 5 aerei SAR sono stati equipaggiati con lo stesso radar ELTA EL/M-2022A(V)3 ordinato per l'ammodernamento dell'Orion. I tre nuovi SC-105B (il primo consegnato ad agosto 2017 senza sonda, il secondo a novembre 2019 ed il terzo a dicembre 2020) sono dotati di sonda per il rifornimento in volo. |          |
| Aeromobili a pilotaggio remoto    |                 |                                                    |                                                  |                    | |          |
| IAI Heron                         | Israele         | UAV                                                | RQ-1150                                          | 2                  | 2 Heron I (ridesignati RQ-1150) consegnati nell'agosto 2020, già appartenuti al Dipartimento di Polizia Federale Brasiliano che li acquisì nel novembre 2007 senza mai integrarli pienamente nel proprio organico. |          |
| Elbit Hermes 900                  | Israele         | UAV                                                | RQ-900                                           | 4                  | 1 Hermes 900 (ridesignato RQ-900) ordinato il 27 marzo 2014. Ulteriori due Hermes 900 ordinati il 30 dicembre 2021. Secondo e terzo esemplare consegnati a marzo 2024, con il quarto consegnato nel settembre successivo. |          |
| Elbit Hermes 450                  | Israele         | UAV                                                | RQ-450                                           | 4                  | 2 Hermes 450 (ridesignati RQ-450) ordinati nel gennaio del 2011, più ulteriori 2 esemplari ordinati nel 2013. |          |
| Aerei per il rifornimento in volo |                 |                                                    |                                                  |                    | |          |
| Airbus A330 MRTT                  | Unione europea  | rifornimento in volo                               | KC-30                                            | 2                  | 2 A330-200 commerciali acquistati di seconda mano il 18 aprile 2022 dalla Azul Linhas Aéreas, che saranno convertiti da Airbus in tanker prima della consegna prevista per il 2024. |          |
| Aerei da trasporto                |                 |                                                    |                                                  |                    | |          |
| CASA C-295                        | Spagna          | aereo da trasporto tattico                         | C-105A                                           | 9                  | 14 ordinati. |          |
| Cessna 208 Caravan                | Stati Uniti     | aerei da trasporto                                 | C-98C-98A                                        | 29                 | 32 acquistati tra il 1987 ed il 2011. Un esemplare è stato perso in un incidente il 31 ottobre 2023. |          |
| Embraer EMB 110 Bandeirante       | Brasile         | aerei da trasporto                                 | C-95CM                                           | 36                 | 50 consegnati tra il 1973 ed il 1991 ed in parte aggiornati. |          |
| Embraer Phenom 100                | Brasile         | aerei da trasporto                                 | U-100 (Phenom 100EV)                             | 2                  | 4 Phenom 100 ordinati. I primi due esemplari sono stati consegnati a ottobre 2019. |          |
| Embraer KC-390 Millennium         | Brasile         | aereo da trasporto rifornimento in volo            | KC-390                                           | 7                  | 28 ordinati, 2 prototipi consegnati. Il primo esemplare di serie è stato consegnato a settembre 2019. Il 12 novembre 2021, è stato annunciato che gli esemplari da ordinare saranno ridotti da 28 a 15 aerei. Dopo una battaglia sugli esemplari da ordinare, l'11 febbraio 2022, Embraer e FAB hanno concordato che la riduzione dei KC-390 da ordinare sarà non più da 28 a 15, ma da 28 a 22 esemplari, con consegne programmate fino al 2034. Il 24 ottobre 2022 è stato comunicato che l'ordine sarà ridotto di ulteriori tre esemplari portando a 19 gli aerei da consegnare. |          |
| Embraer EMB 120 Brasília          | Brasile         | aereo da trasportotrasporto VIP                    | C-97 (EMB 120)VC-97 (EMB 120ER)VC-97 (EMB 120RT) | 17                 | 20 consegnati (due lotti 1986-1987 e 1998-1999). |          |
| Embraer ERJ-145 Legacy            | Brasile         | aereo da trasportoaereo da trasporto VIP           | C-99A AmazoniaVC-99C Amazonia                    | 6                  | 8 consegnati. |          |
| Embraer 190                       | Brasile         | aerei da trasporto VIP                             | VC-2                                             | 2                  | 2 consegnati. |          |
| Airbus A319                       | Unione europea  | aerei da trasporto VIP                             | VC-1A                                            | 1                  | 1 consegnato nel 2005 ed utilizzato per il trasporto presidenziale. |          |
| Aerei da addestramento            |                 |                                                    |                                                  |                    | |          |
| Embraer A-29 Super Tucano         | Brasile         | aereo da addestramento intermedio                  | A-29B                                            | 62                 | 66 consegnati, con secondarie capacità COIN |          |
| Embraer EMB-312 Tucano            | Brasile         | aerei da addestramento basico                      | T-27T-27M                                        | 5049               | 168 consegnati tra il settembre 1983 ed il marzo 1993. 50 dei 102 esemplari ancora in organico, sono stati aggiornati al nuovo standard T-27M tra il 2020 ed il febbraio 2022. Fondi permettendo, anche i restanti aerei non aggiornati dovrebbero essere portati al nuovo standard. Un T-27M è stato perso in un incidente il 1 novembre 2024. |          |
| Neiva Universal                   | Brasile         | aerei da addestramento basico                      | T-25AT-25C                                       | 68                 | 150 T-25A ordinati nel 1968, seguiti da ulteriori 28 esemplari nel 1978. 38 esemplari dovrebbero essere portati allo standard T-25M entro i prossimi anni, con un primo esemplare aggiornato che ha effettuato il primo volo il 5 dicembre 2024. |          |
| Elicotteri                        |                 |                                                    |                                                  |                    | |          |
| Airbus H225M Caracal              | Unione europea  | C/SARelicottero da trasporto VIP                   | H-36VH-36                                        | 132                | 16 ordinati ed in consegna dal 2011. |          |
| Bell 206 Jet Ranger III           | Stati Uniti     | elicottero utility                                 | Bell 206B                                        | 1                  | 2 consegnati. |          |
| Sikorsky UH-60 Black Hawk         | Stati Uniti     | elicottero da trasportoC/SAR                       | UH-60LUH-60L (CSAR)UH-60M                        | 1660               | 6 UH-60L CSAR consegnati nel 2008 (che dal 2014 sono stati aggiornati) e 10 UH-60L da trasporto consegnati nel 2011-2012. 3 nuovi UH-60M per il CSAR ordinati nel 2014 restano da consegnare e saranno equipaggiati con nuovi motori, mitragliatrici M-134 da 7,62mm, sistemi GPS/INS tipo H-765GU. |          |
| Helibras HB-350 Esquilo           | Brasile Francia | elicottero utilityelicottero da addestramento      | CH-50 (HB-350B) TH-50H125M (AS 350B3)            | 131                | 30 consegnati tra il 1979 ed il 1987. 12 nuovi H125 ordinati il 16 settembre 2022. Il primo dei nuovi dodici esemplari di H125M è stato consegnato il 27 dicembre 2024. Questi nuovi elicotteri da addestramento sono dotati di nuova strumentazione e di visori notturni per i piloti. |          |
| Eurocopter AS 332 Cougar          | Francia         | elicottero da trasportoelicottero da trasporto VIP | CH-34 (AS-332)VH-34 (AS-433M)                    | 4                  | 10 AS-332 Super Puma a trasporto consegnati nel 1988-1989, a cui si aggiunsero nel 1997 2 AS-332M in configurazione VIP. Aggiornati con un contratto del 2006, che prevedeva anche l'installazione di blindature. |          |
| Aérospatiale AS-355 Fennec        | Francia         | elicottero utilityelicottero da trasporto VIP      | CH-55 (AS-355 F2)VH-55                           | 4                  | 10 AS-355 F2 Fennec consegnati nel 1986-1987. |          |
| Eurocopter EC 135                 | Francia         | elicottero da trasporto VIP                        | EC-135                                           | 2                  | 2 acquistati nel 2008 per il trasporto VIP. |          |
| Mil Mi-35M Hind-E                 | Russia          | elicottero d'attacco                               | AH-2 Sabre                                       | 12                 | 12 MI-35M Hind-E ordinati nel 2008 e consegnati tra il 2010 ed il 2014, dotati di sensoru, sistemi di comunicazione e protezione dell'israeliana Elbit. |          |
| Alianti ed aerei leggeri          |                 |                                                    |                                                  |                    | |          |
| Schleicher ASW 20                 | Germania        | Alianti d'addestramento                            | Z-20                                             | 1                  | |          |
| Glasflügel H-201 B                | Germania        | Alianti d'addestramento                            | Z-15                                             | 1                  | |          |
| IPAE Quero-quero                  | Brasile         | Alianti d'addestramento                            | Z-16                                             | 6                  | |          |
| LET L 13 Blaník                   | Rep. Ceca       | Alianti d'addestramento                            | TZ-13                                            | 3                  | |          |
| LET L 23 Super Blaník             | Rep. Ceca       | Alianti d'addestramento                            | TZ-23                                            | 4                  | |          |
| LET L 33 Solo                     | Rep. Ceca       | Alianti d'addestramento                            | TZ-33                                            | 2                  | |          |

## Aeromobili ritirati
- Lockheed C-130E Hercules - 11 esemplari (1964-2024)[8][9][52][77][78][79][80]
- Lockheed C-130H Hercules - 16 esemplari (1974-2024)[8][9][52][77][78][79][80]
- Lockheed KC-130H Hercules - 2 esemplari (1974-2024)[8][9][52][77][78][79][80]
- B767-31AER - 1 esemplare (2016-2019)[8][9][81]
- Bell UH-1H Huey - Gli ultimi 2 dei 52 consegnati, sono stati ritirati il 22 ottobre 2018.[9][82]
- Boeing KC-137E Stratoliner - 4 esemplari (1986-2013)[8][9][46][83]
- Dassault Mirage 2000C - 10 esemplari (2006-2013)[84][85]
- Dassault Mirage 2000B - 2 esemplari (2006-2013)[84][85]
- Dassault Mirage IIIEBR (?-?)
- Atlas MB-326K Impala II (?-?)
- Embraer EMB 326GB Xavante
- HeliBras HB.355F Esquilo (?-?)
- Bell 206 (?-?)
- Boeing KC-137 (?-?)
- Boeing 737 (?-?)
- Hawker Siddeley VU-93 (?-?)
- Northrop F-5B Freedom Fighter (?-?)
- Neiva Regente
- de Havilland Canada DHC-5 Buffalo (?-?)
- Aerotec A-122 Uirapuru (?-?)
- BAC One-Eleven (?-?)
- Douglas DC-6 (?-?)
- Fouga CM-170 Magister (?-?)
- Cessna T-37C Tweet - 65 esemplari (1967-1981)[86]
- Hawker Siddeley HS 748 (?-?)
- Grumman S-2 Tracker (?-?)
- Cessna O-1 Bird Dog (?-?)
- Morane-Saulnier MS.760 Paris (?-?)
- CAP-4 Paulistinha (?-?)
- Lockheed P-2 Neptune (?-?)
- Lockheed T-33 Shooting Star (?-?)
- Lockheed P-80 Shooting Star (1958-1973)
- Grumman HU-16 Albatross (?-?)
- Sikorsky H-34 (?-?)
- Beechcraft Bonanza (?-?)
- Fairchild C-119 Flying Boxcar (?-?)
- Douglas C-54 Skymaster (?-?)
- Sikorsky H-19 Chickasaw (?-?)
- Bell 47 (?-?)
- Gloster Meteor (1953-?)
- Fokker S-11 (?-?)
- North American T-6 Texan (?-?)
- Fairchild C-82 Packet (?-?)
- Douglas C-47 Skytrain (?-?)
- Curtiss C-46 Commando (?-?)
- Consolidated PBY Catalina
- Douglas A-26 Invader
- Piper J-3 Cub
- Boeing B-17 Flying Fortress (1951-1968)
- North American B-25 Mitchell
- Douglas A-20 Havoc
- Republic P-47 Thunderbolt (1944-1954)
- Lockheed Ventura (1944-1956)
- Lockheed Hudson
- Noorduyn Norseman
- Cessna AT-17 Bobcat
- Lockheed L-18 Lodestar
- Fairchild PT-19
- Vultee BT-13 Valiant
- Curtiss P-40 Warhawk
- Vultee A-31 Vengeance
- Curtiss P-36 Hawk
- Beechcraft 18 Twin Beech
- Beechcraft Staggerwing
- North American NA-16
- Grumman G-44 Widgeon
- Consolidated Commodore
- Boeing F4B